# Les deux timides
Les deux timides ist ein Schwarzweißfilm des Regisseurs Yves Allégret und zählt zum Genre der Komödie. 
Allegret arbeitete bei diesem Film unter dem Pseudonym Yves Champlain. Mit dieser Neuverfilmung von René Clairs gleichnamigem Film Die beiden Schüchternen aus dem Jahre 1928 versucht man, diesen erfolgreichen Filmstoff neu zu interpretieren.
Die literarische Vorlage lieferten Eugène Scribe und Marc-Michel mit ihrer Vaudeville-Komödie Les deux timides (1860).